# XOXO
XOXO – pierwszy album grupy EXO, wydany 3 czerwca 2013 roku przez wytwórnię SM Entertainment i KT Music. Minialbum ukazał się w dwóch wersjach językowych: edycji koreańskiej EXO-K („Kiss”) i mandaryńskiej EXO-M („Hug”).
Album promowały dwa single: Wolf i Growl, z których drugi był głównym singlem wersji repackage albumu, która ukazała się 5 sierpnia 2013 roku. XOXO odniósł sukces komercyjny. Ilość sprzedanych preorderów albumu wyniosła 300 tysięcy i zadebiutował na pierwszym miejscu listy Billboard World Album Chart tydzień po premierze. W grudniu 2013 roku koreańskie i chińskie wersje albumu, jak również ich odpowiednie przepakowane wersje, sprzedały się łącznie w ilości ponad 1 070 000 egzemplarzy, co uczyniło go najlepiej sprzedającym się albumem roku w branży K-pop. Z ponad milionem sprzedanych egzemplarzy, XOXO został również najlepiej sprzedający się album w Korei w ciągu 12 lat.
XOXO zdobył nagrodę „Album Roku” na „2013 Mnet Asian Music Awards”, dzięki czemu Exo zostali najmłodszym boysbandem, który wygrał tę nagrodę.

## Lista utworów
| Nr  | Tytuł                                                                | Czas |
| --- | -------------------------------------------------------------------- | ---- |
| 1.  | Neugdaewa Minyeo (Wolf) (kor. 늑대와 미녀(Wolf))                     | 3:52 |
| 2.  | Baby, Don't Cry (In-eoui Nunmul) (kor. Baby, Don't Cry(인어의 눈물)) | 3:55 |
| 3.  | Black Pearl                                                          | 3:08 |
| 4.  | Nabisonyeo (Don’t Go) (KOR. 나비소녀(Don’t Go))                      | 3:36 |
| 5.  | Let Out The Beast                                                    | 3:27 |
| 6.  | 3.6.5                                                                | 3:07 |
| 7.  | Heart Attack                                                         | 3:39 |
| 8.  | Peter Pan (KOR. 피터팬(Peter Pan))                                   | 3:56 |
| 9.  | Baby                                                                 | 4:00 |
| 10. | My Lady                                                              | 3:33 |
| 11. | Neugdaewa Minyeo (Wolf) (kor. 늑대와 미녀(Wolf)) (EXO-K Ver.)        | 3:52 |
| 12. | Neugdaewa Minyeo (Wolf) (kor. 늑대와 미녀(Wolf)) (Chinese Ver.)      | 3:52 |

| Nr  | Tytuł                                                                 | Czas |
| --- | --------------------------------------------------------------------- | ---- |
| 1.  | Láng yǔ měinǚ (Wolf) (chiń. 狼与美女(Wolf))                           | 3:52 |
| 2.  | Baby, Don't Cry (Rényú de yǎnlèi) (chiń. Baby, Don't Cry(人魚的眼淚)) | 3:55 |
| 3.  | Black Pearl (chiń. 黑珍珠 Hēi zhēnzhū)                                | 3:08 |
| 4.  | Húdié shàonǚ (Don’t Go) (chiń. 蝴蝶少女(Don’t Go))                    | 3:36 |
| 5.  | Let Out The Beast (chiń. 野兽本能 Yěshòu běnnéng)                     | 3:27 |
| 6.  | 3.6.5                                                                 | 3:07 |
| 7.  | Heart Attack (chiń. 幻境 Huànjìng)                                    | 3:39 |
| 8.  | Peter Pan (chiń. 彼得潘(Peter Pan))                                   | 3:56 |
| 9.  | Baby (chiń. 第一步 Dì yī bù)                                          | 4:00 |
| 10. | My Lady (chiń. 我的女人 Wǒ de nǚrén)                                  | 3:33 |
| 11. | Láng yǔ měinǚ (Wolf) (chiń. 狼與美女(Wolf)) (EXO-M Ver.)              | 3:52 |
| 12. | Láng yǔ měinǚ (Wolf) (chiń. 狼與美女(Wolf)) (Korean Ver.)             | 3:52 |

| Nr  | Tytuł                                                                | Czas |
| --- | -------------------------------------------------------------------- | ---- |
| 1.  | Euleuleong (Growl) (kor. 으르렁 (Growl))                             | 3:27 |
| 2.  | Neugdaewa Minyeo (Wolf) (kor. 늑대와 미녀(Wolf))                     | 3:52 |
| 3.  | XOXO (Kisses & Hugs)                                                 | 3:06 |
| 4.  | Lucky                                                                | 3:23 |
| 5.  | Baby, Don't Cry (In-eoui Nunmul) (kor. Baby, Don't Cry(인어의 눈물)) | 3:55 |
| 6.  | Black Pearl                                                          | 3:08 |
| 7.  | Nabisonyeo (Don’t Go) (KOR. 나비소녀(Don’t Go))                      | 3:36 |
| 8.  | Let Out The Beast                                                    | 3:27 |
| 9.  | 3.6.5                                                                | 3:07 |
| 10. | Heart Attack                                                         | 3:39 |
| 11. | Peter Pan (kor. 피터팬(Peter Pan))                                   | 3:56 |
| 12. | Baby                                                                 | 4:00 |
| 13. | My Lady                                                              | 3:33 |
| 14. | Euleuleong (Growl) (kor. 으르렁 (Growl)) (EXO-K Ver.)                | 3:27 |

| Nr  | Tytuł                                                                 | Czas |
| --- | --------------------------------------------------------------------- | ---- |
| 1.  | Páoxiāo (Growl) (chiń. 咆哮(Growl))                                   | 3:27 |
| 2.  | Láng yǔ měinǚ (Wolf) (chiń. 狼与美女(Wolf))                           | 3:52 |
| 3.  | XOXO (Kisses & Hugs)                                                  | 3:06 |
| 4.  | Lucky                                                                 | 3:23 |
| 5.  | Baby, Don't Cry (Rényú de yǎnlèi) (chiń. Baby, Don't Cry(人魚的眼淚)) | 3:55 |
| 6.  | Black Pearl (chiń. 黑珍珠 Hēi zhēnzhū)                                | 3:08 |
| 7.  | Húdié shàonǚ (Don’t Go) (chiń. 蝴蝶少女(Don’t Go))                    | 3:36 |
| 8.  | Let Out The Beast (chiń. 野兽本能 Yěshòu běnnéng)                     | 3:27 |
| 9.  | 3.6.5                                                                 | 3:07 |
| 10. | Heart Attack (chiń. 幻境 Huànjìng)                                    | 3:39 |
| 11. | Peter Pan (chiń. 彼得潘(Peter Pan))                                   | 3:56 |
| 12. | Baby (chiń. 第一步 Dì yī bù)                                          | 4:00 |
| 13. | My Lady (chiń. 我的女人 Wǒ de nǚrén)                                  | 3:33 |
| 14. | Páoxiāo (Growl) (chiń. 咆哮(Growl)) (EXO-M Ver.)                      | 3:27 |